# Armando Cavazzuti
Armando Cavazzuti (Modena, 23 gennaio 1929 – Modena, 31 ottobre 2014) è stato un calciatore e allenatore di calcio italiano, di ruolo centrocampista.

## Carriera
Ha esordito in Serie A con il Modena il 9 gennaio 1949 in Livorno-Modena (1-0).
Ha giocato in massima serie anche con le maglie di Palermo, Roma e Udinese, per un totale di 95 presenze e 13 reti. Ha collezionato inoltre 98 presenze e 16 reti in Serie B nelle file di Modena, Pisa, Cagliari (in prestito dalla Roma) e Venezia.
È morto nella sua Modena a 85 anni.